# ドラガナ・マリンコビッチ
ドラガナ・マリンコヴィッチ（セルビア語: Драгана Маринковић, 1982年10月19日 - ）は、セルビア国籍の元女子バレーボール選手。プーラ（現在のクロアチア、当時はユーゴスラビア社会主義連邦共和国）出身。元セルビア代表。元クロアチア代表。

## 来歴
2001年から2005年にはクロアチア女子代表として活動する。
2008年にセルビア国籍を取得、その後2010年にセルビア女子代表に招集された。同年の世界選手権に出場した。

## 所属
- OKプーラ（1996-2001年）
- ベルガモ（2001-2003年）
- サッスオーロ（2003-2004年）
- パッラヴォーロ・シリオ・ペルージャ（2004-2005年）
- パッラヴォーロ・コッレッキオ=パルマ（2005-2006年）
- リバー・ピアチェンツァ（2006-2007年）
- CSUメタル・ガラツィ（2007-2008年）
- VCミラノ（2008-2009年）
- ロブルスポル・ペーザロ（2009-2010年）
- スペス・コネリアーノ（2010-2011年）
- リュージョー・バレー・モデナ（2011-2012年）
- エジザージュバシュ・ヴィトラ（2012年）
- KGC人参公社 （2012年[2]-2013年）